# Kortrijkse tram
De Kortrijkse tram reed van 7 juni 1890 tot 25 mei 1963 en verbond het centrum van de Belgische stad Kortrijk met diverse stadswijken en andere gemeenten in de Kortrijkse agglomeratie met elkaar. De Kortrijkse tram werd aanvankelijk uitgebaat door het vervoersbedrijf Société Anonyme Intercommunale Courtrai en later door de NMVB, de Nationale Maatschappij van Buurtspoorwegen in België.

## Geschiedenis

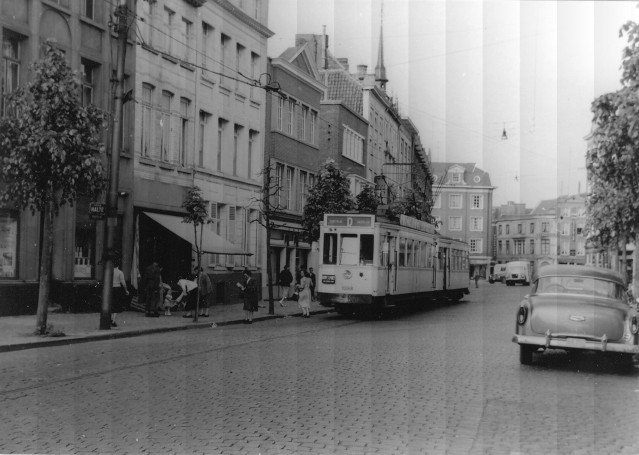
Tramlijn D met 2 tramstellen in de Kortrijkse Rijselsestraat op 24 mei 1956.

Op het einde van de 19e eeuw was Kortrijk een belangrijke industriepool geworden in West-Vlaanderen. Daarom werd er besloten om de binnenstad te verbinden met de omliggende wijken zoals de Doorniksewijk, Overleie, de Brugse Poort en de Gentwijk en aangrenzende gemeentes zoals Bissegem, Menen, Wevelgem, Harelbeke, Kuurne en Moeskroen.
Met de wet van 24 juni 1885 werd de oprichting mogelijk gemaakt van een Nationale Maatschappij voor Buurtspoorwegen waarvan het kapitaal voorzien werd door de staat, de provincies, de gemeentes en enkele particulieren. Deze maatschappij had tot doel om tramlijnen aan te leggen en te exploiteren. In het Kortrijkse werden de eerste lijnen opgericht op 7 juni 1890. De eerste tramlijn verbond Kortrijk met Geluwe en vandaaruit met Wervik enerzijds en met Menen anderzijds. Op 17 oktober 1897 werd een nieuwe lijn geopend. Deze verbond Kortrijk met Wakken en Moeskroen.
De West-Vlaamse groep van de buurtspoorwegen baatte deze lijnen niet zelf uit. De gemeentes in het Kortrijkse Arrondissement verenigden zich en richtten samen de Société Anonyme Intercommunale de Courtrai of de Naamloze Vereniging Intercommunale Kortrijk op. Deze vervoersmaatschappij mocht bij koninklijk besluit van 19 juni 1899 als concessiehouder de Kortrijkse tramlijnen uitbaten. In de daaropvolgende jaren werden diverse nieuwe lijnen geopend waardoor begin 20ste eeuw de gemeenten en dorpen in de Kortrijkse agglomeratie allemaal goed met elkaar verbonden waren.
In 1913 werd door de NMVB de elektrificatie onderzocht van de belangrijkste lijnen in het Kortrijkse tramnet. Men voorzag hierbij de elektrificatie van de lijnen van richting Bissegem, richting Kuurne en richting Harelbeke alsook de creatie van een nieuwe lijn van het Kortrijkse hoofdstation naar Heule en Gullegem.
Tijdens de Eerste Wereldoorlog reden de tramlijnen in het oosten en zuiden van Kortrijk door, terwijl de lijn naar Geluwe onder de controle van het Duitse leger viel. Tijdens de oorlog werd een lijn aangelegd richting Izegem alsook een nieuwe lijn die Harelbeke via Kortrijk verbond met Gullegem.
Vanaf 1920 neemt de Nationale Maatschappij van Belgische Buurtspoorwegen gaandeweg de exploitatie van het Kortrijkse netwerk over en uiteindelijk wordt de Intercommunale afgeschaft.
De wet van 11 augustus 1924 laat de NMVB toe om ook buslijnen te exploiteren om de tramlijnen aan te vullen of te vervangen. Zo worden er in de jaren 1920 ook lijnen aangelegd van richting Kuurne en richting Marke.
Later volgt de effectieve elektrificatie van de voornaamste tramlijnen. Zo worden de lijnen KM, D, MM en KMx geëlektrificeerd.
De Tweede Wereldoorlog zorgt voor een nieuwe periode van grote voorspoed voor de tramlijnen omdat dit vaak de enige mogelijke vervoersmogelijkheden waren tijdens de oorlog. Na de oorlog worden de tramlijnen echter een voor een vervangen door nieuwe en 'modernere' buslijnen.

## Tramlijnen

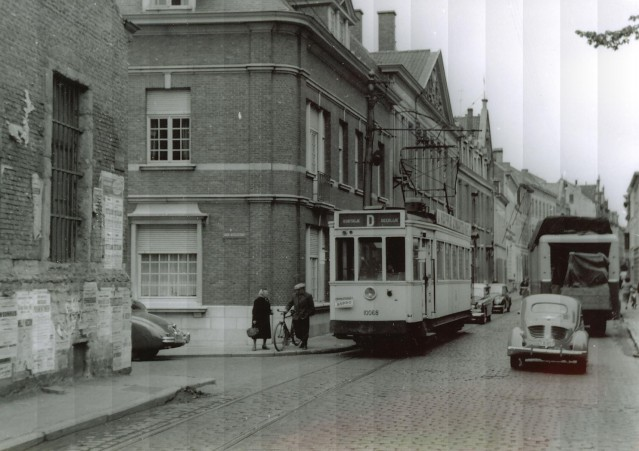
Tramlijn D in de Onze-Lieve-Vrouwestraat.

In 1950 reden er de volgende geëlektrificeerde tramlijnen:
- Tramlijn D: Station – Grote Markt - Plein - Gentsepoort - Harelbeke – Deerlijk
- Tramlijn KM: Station - [Heenreis: Grote Markt - Buda - Overleie ] / [Terugreis:Koning Albertstraat - Justitiepaleis - Noordstraat] - Meensepoort - Bissegem – Wevelgem – Menen
- Tramlijn KMx: Station - Doorniksewijk - Kanon - Blauwe Poort - Hoog Kortrijk - Watertoren - Bellegem - Rollegem - Tombroek - Station Moeskroen - Markt Moeskroen - Mont-à-Leux
- Tramlijn MM: Moeskroen - Rekkem - De Barakken - Menen - Geluwe

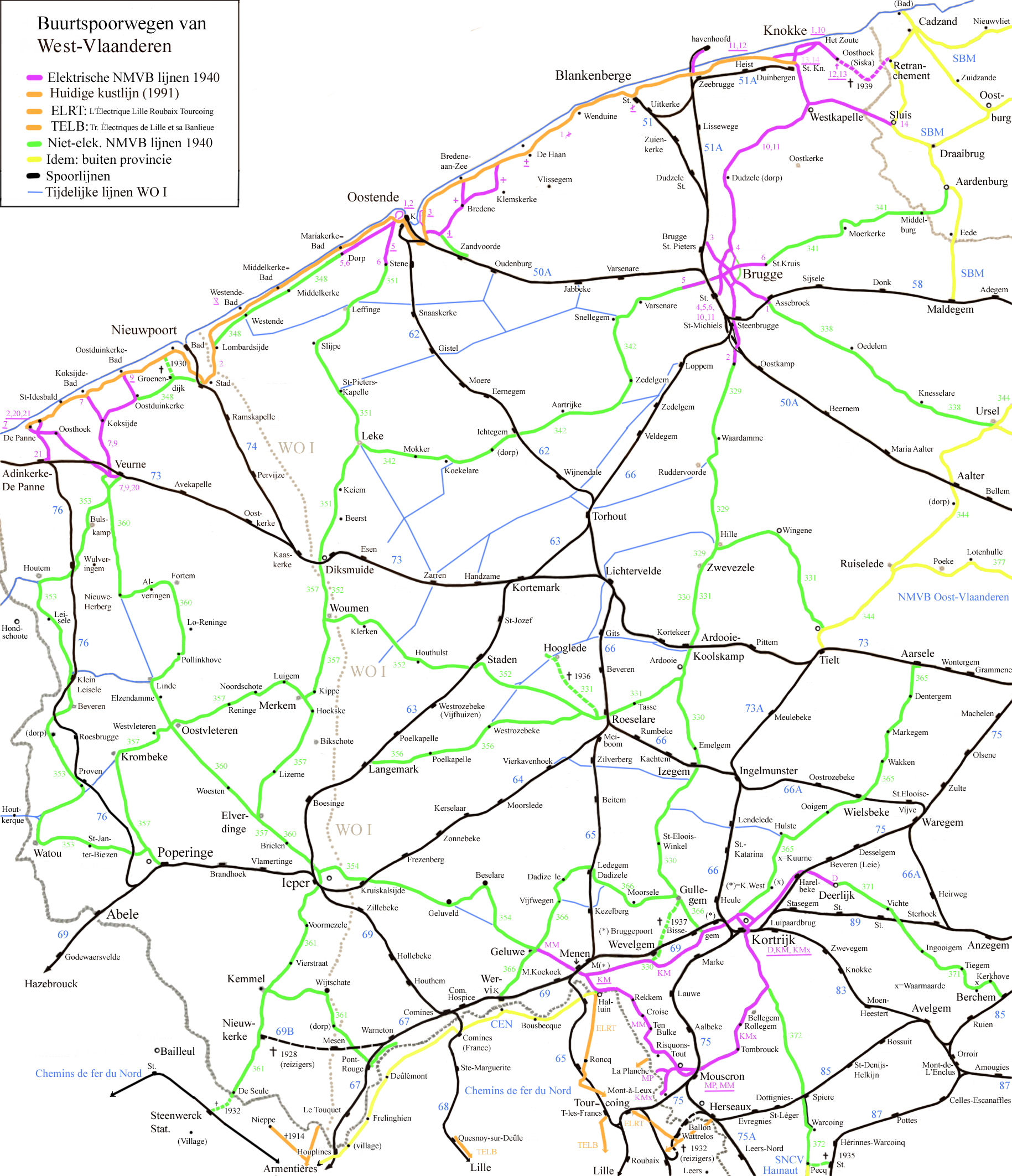
Buurtspoorwegen van de provincie West-Vlaanderen, stand 1940 voor de lijnen en de spoorwegen

Daarnaast bestonden tevens diverse niet geëlektrificeerde tramlijnen in en rond Kortrijk: (nationale lijnnummers uit het spoorboek)
- Tramlijn 365: Station – Gentsepoort – Hulste – Wielsbeke – Wakken – Markegem – Dentergem – Aarsele
- Tramlijn 366: Station – Bissegem – Gullegem – Moorsele – Ledegem – Geluwe – Wervik
- Tramlijn 372: Station – Doorniksewijk - Hoog Kortrijk - Bellegem – Kooigem – Warcoing – Pecq (station) (Tussen en Warcoing en station Spierre was vierrailig traject)
- Tramlijn 371: Deerlijk – Vichte – Ingooigem – Tiegem – Kerkhove – Berchem
- Tramlijn 330: Wevelgem – Gullegem – Sint-Eloois-Winkel – Izegem – Emelgem – (Ardooie – Zwevezele)

## Verbussing
Vanaf de jaren 1950 werden alle tramlijnen in de Kortrijkse agglomeratie gaandeweg vervangen door stads- en streekbussen. Op zaterdag 25 mei 1963 reed om 22u de langst overgebleven Kortrijkse elektrische tramlijn, tramlijn KMx, voor de allerlaatste keer. Reeds eerder was de laatste niet-elektrische tramlijn, de tramlijn 366 (Kortrijk - Bissegem - Moorsele - Geluwe), omgezet in een buslijn. Dit gebeurde reeds op 21 mei 1955.